# Perianto

Diagrama mostra as partes de uma flor madura. Neste exemplo o perianto está separado em cálice (sépalas) e corola (pétalas)

Flósculo ligulado, típico de algums membros da família Asteraceae:
A. ovário ínfero
B. O cálice é uma estrutura em forma de coroa (um papilho, designado por corona).
C. As anteras estão unidas num tubo ao redor do estilete, embora os filamentos estejam separados.
D. Uma pétala ligulada estende-se a partir da corola tubular.
E. Estilete e estigmas

Perianto é o conjunto de envoltórios (ou invólucros) da flor, isto é, o cálice e a corola, que envolvem os órgãos de reprodução deste tipo de plantas. A função do perianto é proteger os órgãos férteis no estágio de gema floral e atrair polinizadores após a ântese.

## Descrição
O termo «perianto» foi usado pela primeira vez por Joachim Jungius em 1678. Jungius, como John Ray 1682 e Carolus Linnaeus  em 1751, usou «perianto» para referir o que presentemente se conhece por cálice. Naquela época, a corola era considerada a flor real. Somente desde Charles François Brisseau de Mirbel, em 1815, é que o termo foi usado para todo o perianto, no sentido atual.
O perianto (perigónio na generalidade das monocotiledóneas, em que as sépalas e as pétalas são substituídas por tépalas) é a parte não reprodutiva da flor, formando um envoltório em torno dos órgãos sexuais, consistindo do cálice (sépalas) e da corola (pétalas). Quando existam tépalas, a estutura é designada por perigónio.
O termo perianto é derivado de grego περί (peri, "ao redor") e άνθος  (anthos, "flor"), enquanto perigónio é derivado de περί (peri) e γόνος (gonos, "semente, órgãos sexuais"). Nos musgos e hepáticas (Marchantiophyta), o perianto é o tecido tubular estéril que envolve a estrutura reprodutiva feminina (ou esporófito) em desenvolvimento.
Para além das funções de protecção do envoltório, uma das funções da corola é atrair insetos e aves, animais que desempenham um papel importante na polinização das flores.

### Estrutura e classificação
Nas plantas com flor, o perianto pode ser descrito como sendo diclamídeo ou heteroclamídeos quando o cálice e a corola estão claramente separados, ou homoclamídeo, quando cálice e corona são indistinguíveis (e as sépalas e pétalas são então referidas coletivamente como tépalas). Quando o perianto está organizado em dois verticilos, é descrito como bisseriado.
Embora o cálice possa ser verde, designado então por cálice sepaloide, também pode ser de cores vivas, sendo então descrito como cálice petaloide. Quando as tépalas indiferenciadas se assemelham a pétalas, são designadas por tépalas petalóides, como ocorre nas monocotiledóneas petaloides, ordens de monocotiledóneas que apresentam tépalas de cores vivas. Uma vez que incluem a ordem Liliales, um nome alternativo é monocotiledóneas lilioides.
A corola e as pétalas têm um papel na atração de polinizadorres, mas isso pode ser aumentado por estruturas mais especializadas como a coroa (veja abaixo).
Quando a corola consiste em tépalas separadas, o termo apótepalo é usado, ou sintépalo se as tépalas estiverem fundidas umas com as outras. As pétalas podem ser unidas para formar uma corola tubular (gamopétalo ou simpétalo).
Se as pétalas ou as sépalas estiverem totalmente ausentes, o perianto pode ser descrito como sendo monoclamídeo. Os periantos são diclamídeos ou homoclamídeos em flores com dois envoltórios (verticilos florais) distintos, ou seja, o cálice e a corola; ou flores em que os verticilos formam um conjunto unitário sem separação aparente.
Em resumo, quanto ao perianto ou envoltório, as flores classificam-se em:
- Flores aclamídeas — não apresentam perianto nem perigónio, sendo flores nuas, isto é, sem envoltório.
- Flores monoclamídeas — apresentam somente sépalas ou somente pétalas.
- Flores diclamídeas — apresentam sépalas e tépalas distintas.

Existem quatro tipos diferentes de periantos ou envelopes florais:
- Heteroclamídeo — Pétalas e sépalas são bem distintas e separadas (especialmente durante a ântese); as pétalas durante a floração são frequentemente mais desenvolvidas e coloridas do que as sépalas, que permanecem mais embrionárias e retêm sua função clorofilina durante e após a eclosão;
- Homoclamídeo — Quando as pétalas e sépalas têm a mesma aparência, estão juntas na mesma base, mesmo que muitas vezes as primeiras estejam completamente embutidas nas segundas, formando dois envoltórios antes de eclodirem, menos óbvios após a eclosão, onde formam uma única coroa (como, por exemplo, na tulipa); neste caso, é preferívels usar o termo «perigónio» em vez de perianto;
- Haploclamídeo (ou monoclamídeo) — as sépalas sozinhas formam um único envelope antes e depois da eclosão (planta apétala; as sépalas também podem parecer pétalas)
- Aclamídeo — o perianto está totalmente ausente, o gineceu central mais robusto é circundado pelos estames (muitas vezes desprotegidos para serem facilmente dispersos pelo vento pouco antes da completa maturação do pistilo).

Há casos em que sépalas e pétalas são morfologicamente idênticas, constituindo as tépalas, o perianto passa a designar-se por perigónio.
Tipos de perianto
- Meristema floral aclamídeo sem corola ou cálice
- Perianto monoclamídeo apenas com cálice não-petaloide
- Perianto monoclamídeo apenas com corola ou perigónio homoclamídeo com tépalas
- Perianto díclamedeo/heteroclamídeo com pétalas e sépalas distintas

Legado da sua origem enquanto folhas modificadas, tanto as sépalas quanto as pétalas podem apresentar estômatos e nervuras, mesmo que vestigiais. Em alguns táxons, por exemplo, algumas magnólias e nenúfares, o perianto é organizado em espiral em nós, em vez de verticilos. Flores com periantos espirais tendem a ser também a que apresentam periantos indiferenciados.

### Perigónio
Considerado por alguns autores como sinónimo de perianto,
o perigónio (do latim perigonium) designa o envoltório protetor composto por um ou mais círculos de tépalas presente em flores homoclamídeas ou haploclamídeas. A estrutura é funcionalmente equivalente e homóloga ao perianto das flores em que haja distinção entre pétalas e sépalas, com o qual muitas vezes se confunde.
O termo tembém designa o invólucro que protege os anterídios nos musgos.
Na realidade o perigónio é um envoltório (envelope floral ou revestimento floral) que consiste num perianto simples ou duplo não diferenciado, presente nas flores haploclamídeas e homoclamídeas. É constituído por tépalas, o que implica não haver distinção clara entre coroa e cálice, não havendo, por isso, diferenciação entre cálice e corola.
O perigónio designa-se perigónio dialitépalo (latim: dialytepalus) quando as tépalas são completamente livres, perigónio sintépalo (latim: syntepalus) quando as tépalas são conatas. Quando as tépalas se assemelham a pétalas ou séplas, o perigónio é designado, repetivamente, por perigónio petaloide e perigónio sepaloide.
Quando não há diferenciação do envoltório em cálice e na coroa, as partes são designadas por tépalas (como em Magnolia). Se o perianto consiste num cálice conato e corola, quaisquer partes distinguíveis podem ser designadas por  lábios do perigónio.

Tipos de perigónio
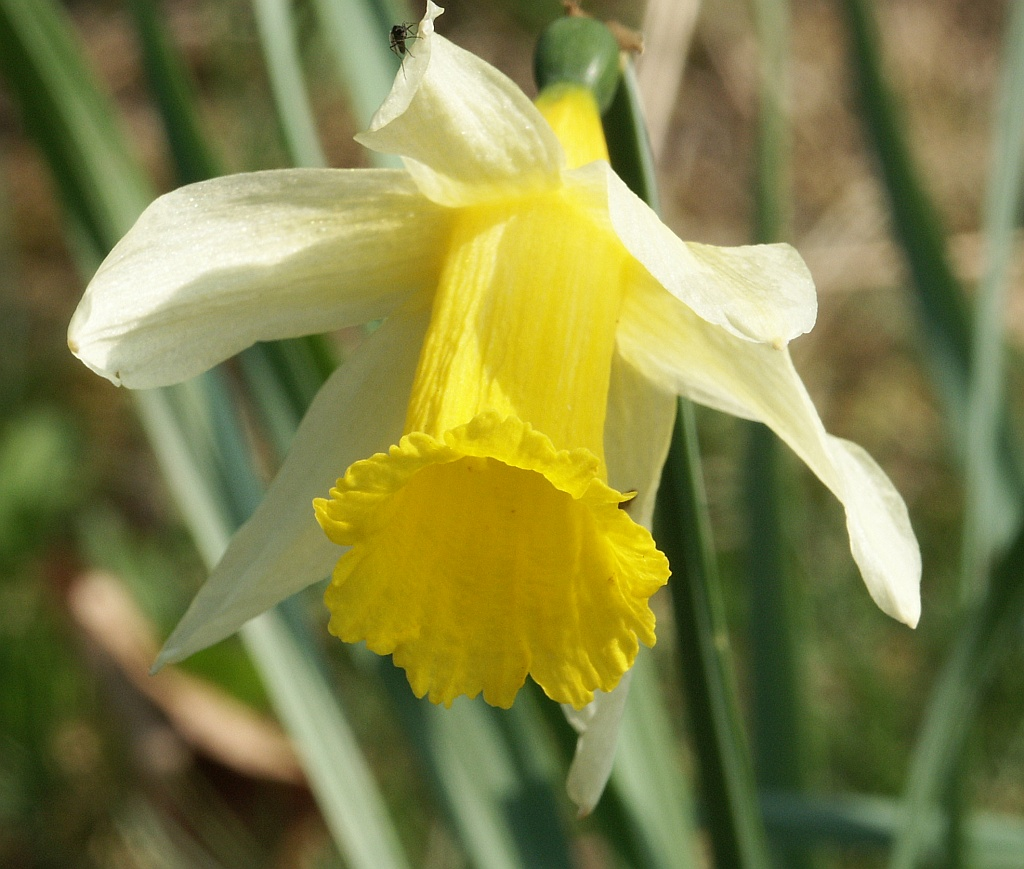
Perigónio com seis tépalas, terminando numa corona.
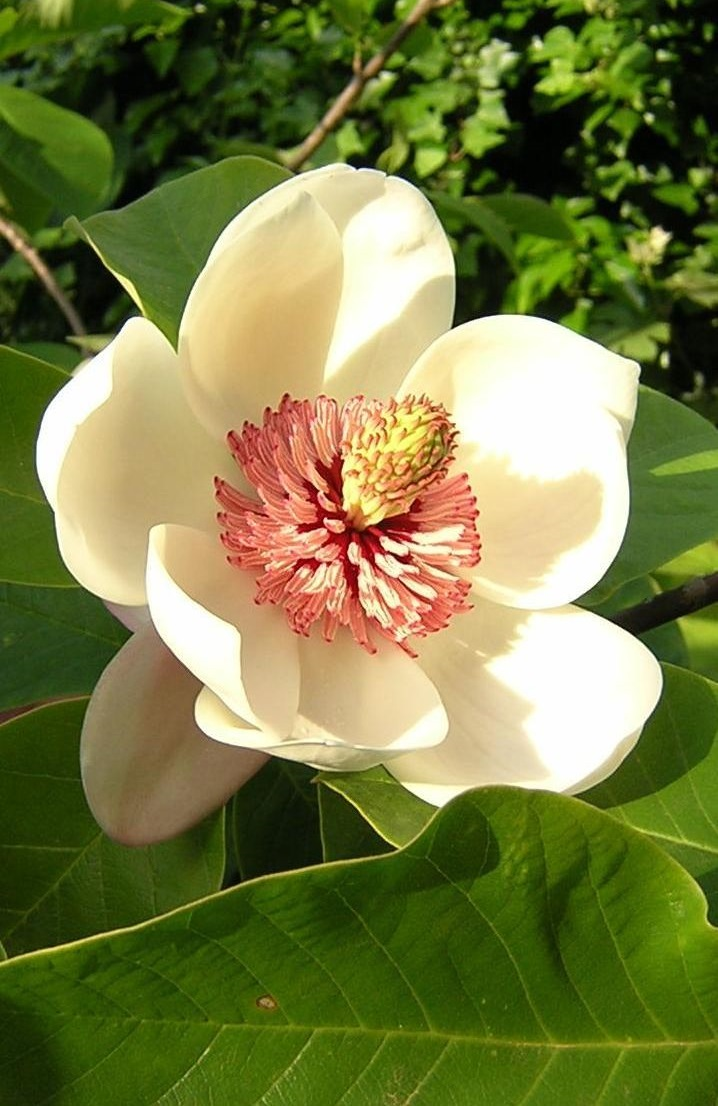
Flor de Magnolia sp. sem diferenciação em cálice e corola.
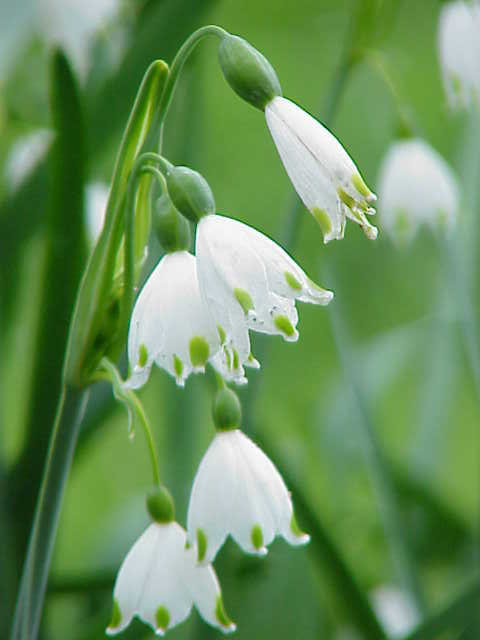
Flor de Leucojum sp. onde o cálice e a coroa não se distinguem pois têm a mesma cor e cresceram juntos.
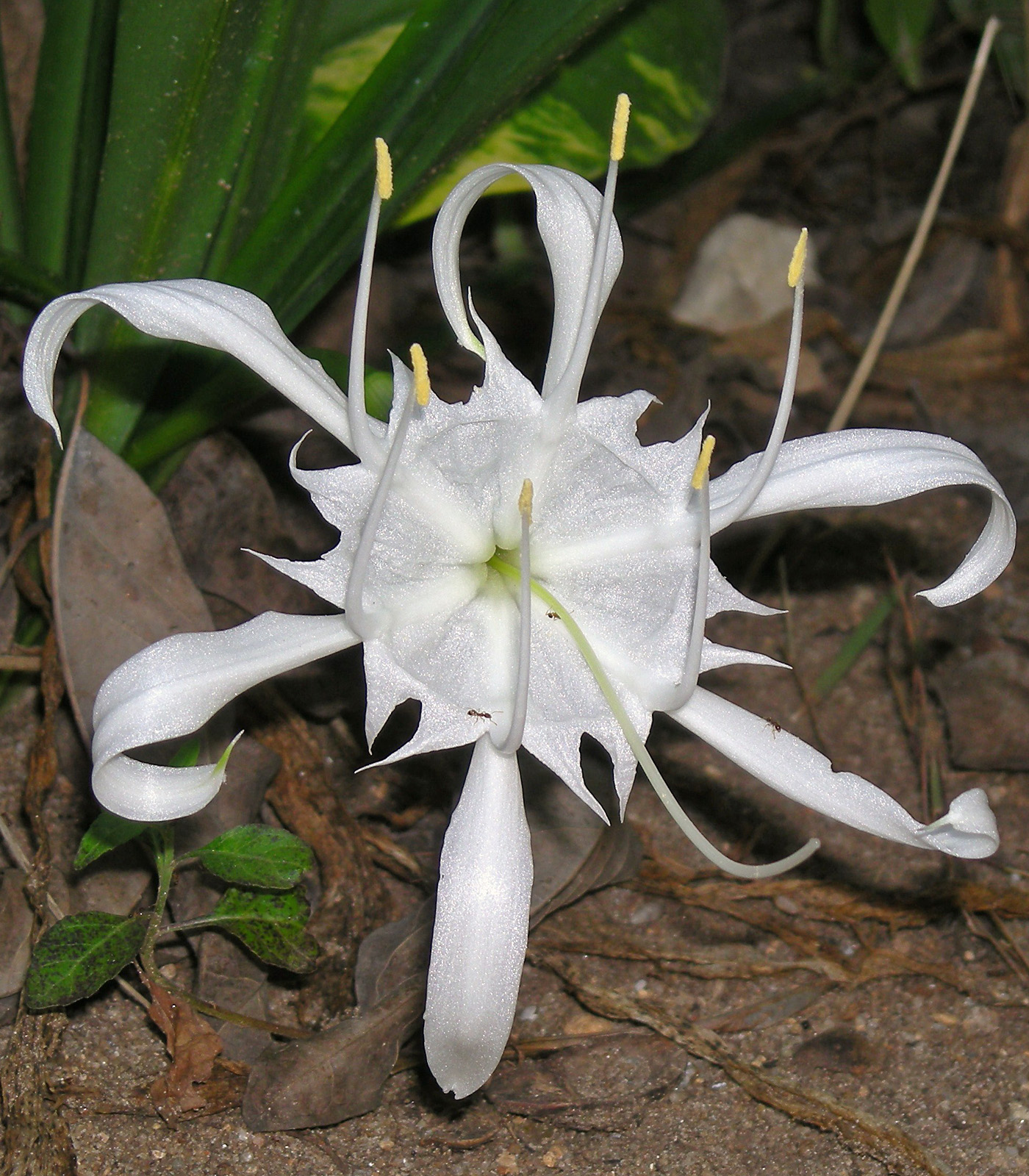
Flor de Hymenocallis speciosa, na qua se observa o paraperigónio ou corona estaminal unindo os filamentos dos seis estames.

### Corona
Em algumas famílias de plantas com flor, com destaque para as Passifloraceae e Amaryllidaceae, é comum a presença de um conjunto de apêndices (geralmente petalíneos) dispostos em círculo entre a corola e os estames. Esta estrutura recebe o nome de corona (também designado por paracorola ou paraperigónio, consoante na flor haja ou não distinção entre sépalas e pétalas).
A corona periântica, geralmente circular e semelhante ao rebordo de uma taça, é considerada uma estrutura adicional presente em múltiplas espécies de plantas (por exemplo, Narcissus, Passiflora (maracujá), alguns Hippeastrum e outras Liliaceae) e é constituída por um anel ou conjunto de apêndices de tecido adaxial surgindo da corola ou do bordo externo dos estames. Geralmente é posicionado onde os lóbulos da corola surgem do tubo da corola.
Pode haver mais de uma corona por flor. As espécies do género Asclepias têm três coronas muito diferentes, que coletivamente permitem um mecanismo de polinização que captura insetos. Algumas Passiflora têm até oito coronas dispostas em espirais concêntricas.
O papilho (também papus ou pappus) das Asteraceae, considerado um cálice modificado, também é designado por corona se tiver a forma de uma coroa.
Quando a corona resulta, pelo menos parcialmente, da fusão de lóbulos dos estames é designada por corona estaminal ou coroa estaminal.
- Flor de Narcissus sp. mostrando uma corola branca externa com uma corona amarela central (um paraperigónio)
- Flor de Passiflora incarnata mostrando a corona de apêndices finos entre as pétalas e os estames.